# Голышева, Елена Михайловна
Еле́на Миха́йловна Го́лышева (26 августа 1906, Санкт-Петербург — 1 марта 1984, Москва) — советская переводчица.

## Биография
Училась на химическом факультете МГУ. В 1941 году окончила Литературный институт. Работала консультантом во Всероссийском театральном обществе, редактором в английском издании журнала «Интерлит». С 1948 года — профессиональный литератор, с 1958 года — член Союза писателей СССР.
Второй муж — прозаик, драматург и сценарист Николай Оттен (Николай Давидович Поташинский, 1907—1983), редактор-составитель сборника «Тарусские страницы». Сын от первого брака — переводчик Виктор Голышев. Многие годы семья жила в Тарусе, в их доме бывали Константин Паустовский, Надежда Мандельштам, Александр Солженицын и многие другие, некоторое время жил Александр Гинзбург.
Похоронена в Тарусе на старом городском кладбище

## Творчество
Переводила с английского и французского языков прозу и драматургию, в основном, XX века. В её переводах издавались и ставились на сцене произведения Жана Ануя, Джеймса Болдуина, Ромена Гари, Джона Голсуорси, Грэма Грина, Роальда Даля, Жана Жироду, Джона Ле Карре, Джека Лондона, Карсон Маккалерс, Артура Миллера, Сомерсета Моэма, Владимира Набокова, Джеймса Олдриджа, Юджина О’Нила, Уильяма Сарояна, Дж. Д. Сэлинджера, Торнтона Уайлдера, Роберта Пенна Уоррена, Теннесси Уильямса, Уильяма Фолкнера, Лилиан Хеллман, Эрнеста Хемингуэя, Бернарда Шоу и др.